# Karl Stenström (1874–1940)
Karl Ivan Stenström, född 1 mars 1874 i Halmstads församling, Hallands län, död 28 augusti 1940 i Eftra församling, Hallands län, var en svensk folkmusiker och riksspelman. Stenström deltog i Riksspelmansstämman på Skansen 1910, Riksspelmansstämman på Skansen 1920 och Riksspelmansstämman på Skansen 1939.